# Cucha Carvalheiro
Olinda Maria Carvalheiro Costa, más conocida como Cucha Carvalheiro, (Lisboa, 4 de junio de 1948) es una actriz, dramaturga, dobladora, directora de teatro portuguesa, nominada como directora del Teatro da Trindade (a partir de mayo de 2009), y que fue dejada cesante, contractualmente, por contención de costos en febrero de 2013.
Obtuvo su licenciatura en Filosofía por la Facultad de Letras de la Universidad de Lisboa, y es actriz profesional desde 1979, habiendo sido alumna de Manuela de Freitas y de Jean-Pierre Tailhade, en el Teatro do Mundo; de Adolfo Gutkin, de la Fundación Calouste Gulbenkian; de Michel Mathieu; Pierre Byland (en el Curso L'acteur et son clown do Centre Kyron, en París), y de Maria do Rosário Coelho (voz).
Impartió clases de interpretación en la Escuela Superior de Teatro y Cine.
Participó en la televisión, más recientemente, en las series Pai à Força y en la miniserie de la "TVI 37", con una participación especial.
La actriz es hermana del realizador cinematográfico José Fonseca e Costa.

## Obra

### Carrera teatral
Con una actividad teatral galardonada, ha interpretado a diversos autores, de la comedia (Feydeau, Eduardo de Filippo, Alan Ayckburn, Neil Simon,...), tragedias (Sófocles, Eurípides, Kleist), dramas (Nicholas Wright, Chéjov, Tennessee Williams, Brian Friel), farsas (Jean Genet, Richard Dérmacy, Gil Vicente), habiendo sido dirigida por Jorge Listopad, Rogério de Carvalho, João Mota, Mário Viegas, Fernanda Lapa, Ricardo Marquez, Michel Mathieu, entre otros.

### Carrera cinematográfica
En el cine hizo su primera aparición en Silvestre, de João César Monteiro (1982). Trabajó después con José Fonseca e Costa (Balada da Praia dos Cães, Os Cornos de Cronos, Cinco Dias, Cinco Noites y en O Fascínio), Margarida Gil, Rita Palma y Markus Heltschl.
Participó también en muchos doblajes, donde por ejemplo dio voz a Úrsula en A Pequena Sereia, Reina de Copas en Alice no País das Maravilhas, Flora en A Bela Adormecida, Shenzi en O Rei Leão, entre otras.
En televisión participó en telefilmes, series, y novelas.

### Algunas publicaciones
- acácio de Almeida, bianca Byington, cucha Carvalheiro, José e Costa, José Raposo. 2007. Viúva rica solteira não fica. Colecção Atlanta Filmes. Ed. Atlanta Filmes

- cucha Carvalheiro, gabriela Morais. 2002. Aventuras e desventuras de deuses gigantes e heroi. 2.ª edición de ASA. 80 pp. ISBN 9724104761, ISBN 9789724104768

- -----------------------. 2002. Il y a quelqu'un?, collection manuscrit. Tradujo Pierre Léglise-Costa. Editor Maison Antoine Vitez, 29 pp.

- -----------------------. 1999. Está aí alguém?: seis personagens para uma actriz. Colecção Teatro. Livros Cotovia: Teatro. Ed. Cotovia, 79 pp. ISBN 9728423667, ISBN 9789728423667

### Doblajes
| Año  | Filme                          | Voz original     | Personaje            |
| ---- | ------------------------------ | ---------------- | -------------------- |
| 1937 | Branca de Neve e os Sete Anões | Lucille La Verne | Bruxa                |
| 1951 | Alice no País das Maravilhas   | Verna Felton     | Reina de Copas       |
| 1959 | A Bela Adormecida              | Verna Felton     | Flora                |
| 1989 | A Pequena Sereia               | Pat Carroll      | Úrsula               |
| 1994 | El rey león                    | Whoopi Goldberg  | Shenzi               |
| 1997 | Flubber                        | Edie McClurg     | Martha George        |
| 1997 | Hércules                       | Paddi Edwards    | Átropos              |
| 1998 | Mulan                          | Miriam Margolyes | Casamenteira         |
| 1999 | Toy Story 2                    | Estelle Harris   | Srª Cabeça de Batata |
| 2004 | Rei Leão 3 - Hakuna Matata     | Whoopi Goldberg  | Shenzi               |
| 2007 | Los Simpson: la película       | Tress MacNeille  | Curandera            |
| 2010 | Toy Story 3                    | Estelle Harris   | Srª Cabeza de Batata |
| 2012 | Dance!                         | Mónica Galán     | Estela Redondo       |